# Type 89 I-Go
Le Type 89 I-Go (ou Chi-Ro) (八九式中戦車　イ号, Hachikyū-shiki chū-sensha I-gō) est un char léger d'infanterie utilisé par l'Armée impériale japonaise entre 1932 et 1942 dans des opérations de combat, pendant la Seconde Guerre sino-japonaise, lors de la Bataille de Khalkhin Gol contre l'Union soviétique et pendant la Seconde Guerre mondiale.
Le modèle 89B a été le premier char à moteur Diesel produit en série dans le  monde.
Le tank était armé d'un canon court de 57 mm pour briser casemates et fortifications en maçonnerie, et qui s'est révélé efficace dans les campagnes de Mandchourie et de Chine, où l'armée de la République de Chine n'avait que trois bataillons de chars pour s'y opposer, principalement constitués de Vickers, de Panzer I allemands et de chenillettes italiennes CV33.
Le type 89 avait une conception des années 1920, construit pour appuyer l'infanterie, et donc n'avait ni le blindage ni l'armement adapté pour combattre des chars plus récents, en particulier ceux des années 1940. Il était déjà considéré comme obsolète lors de la bataille de Khalkhin Gol, contre l'Union soviétique en 1939.
Le code « I-Go » vient du signe [イ] ("premier") du syllabaire katakana, et du signe [号] ("nombre") des idéogrammes kanji La désignation est parfois transcrite en « Yi-Go »

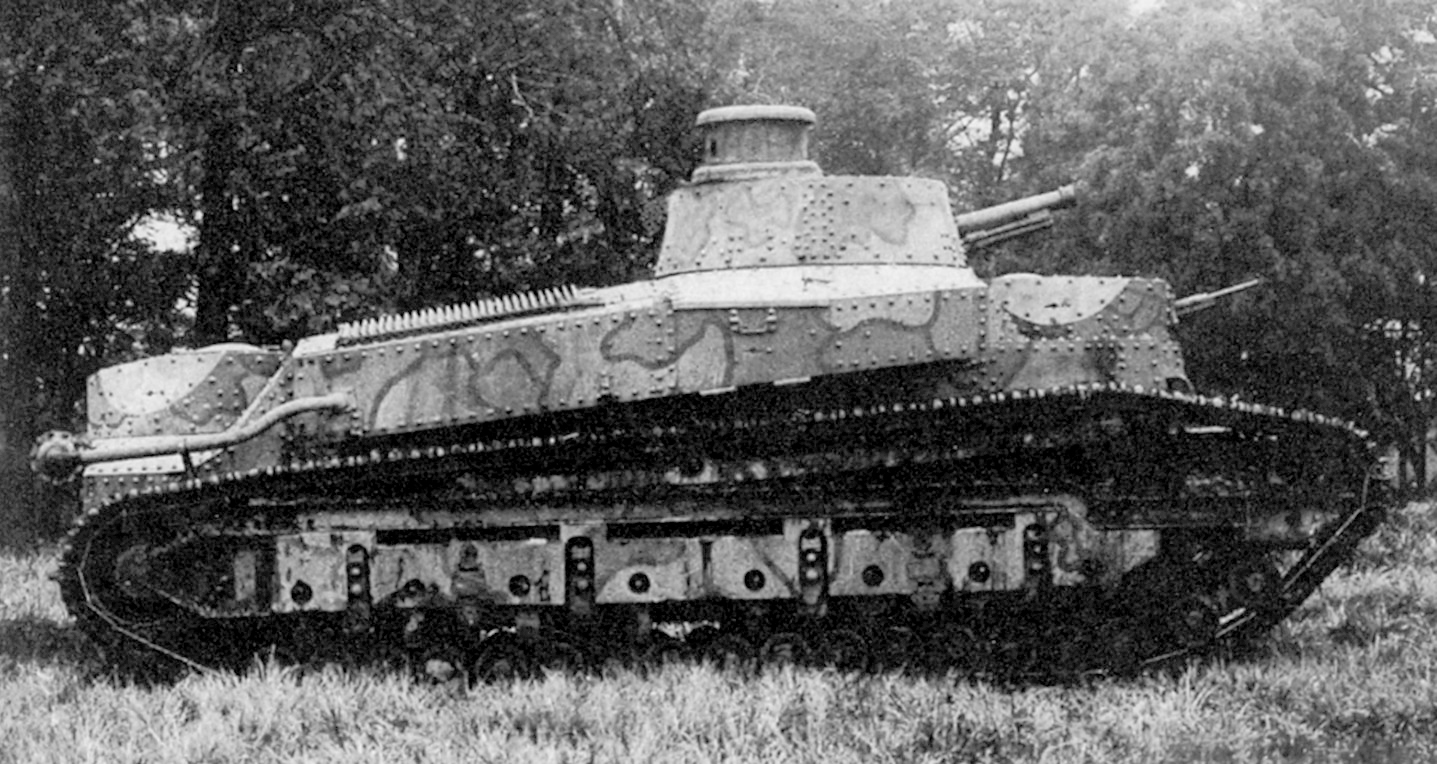
tank Expérimental N° 1, 1927 (Année imperiale 2587)

## Histoire et développement
Le type 89 a évolué à partir du premier projet de tank léger conçu au Japon, initié par l'arsenal technique d'Osaka en 1925. Cependant, le poids croissant du prototype initial et sa faible vitesse n'ont pas convaincu l'État-major de l'armée impériale japonaise, et de nouvelles spécifications ont été demandées pour un char plus léger, avec un poids de 9,1 tonnes. Le nouveau design a été inspiré du Vickers C britannique qui avait été acheté par l'armée japonaise en 1927.
En avril 1928, la nouvelle conception du char léger est terminée et nommée « type 89 ». Le prototype lui-même est achevé en avril 1929. Plus tard, le Type 89 est reclassé comme « char moyen » du fait de l'augmentation du poids de la machine au-delà de 10 tonnes, à la suite de plusieurs améliorations.
Comme l'arsenal militaire de Sagami manquait de la capacité de production nécessaire, un contrat fut attribué à Mitsubishi Heavy Industries, qui construisit une nouvelle usine à côté de l'Arsenal de Sagami spécifiquement pour produire ce modèle. La production du type 89 commença en 1931 et ce char est vite devenu le tank principal de l'Armée impériale japonaise.
Bien que le type 89 ait été bien accueilli par l'armée japonaise, il souffrait initialement de plusieurs petits problèmes qui furent rectifiés, notamment un espace sous le mantelet des premiers modèles permettant aux balles de pénétrer dans la tourelle. Les travaux sur l'amélioration du type 89 continuèrent après le début de la production, et plusieurs variantes furent ainsi développées dans les années suivantes.

## Conception

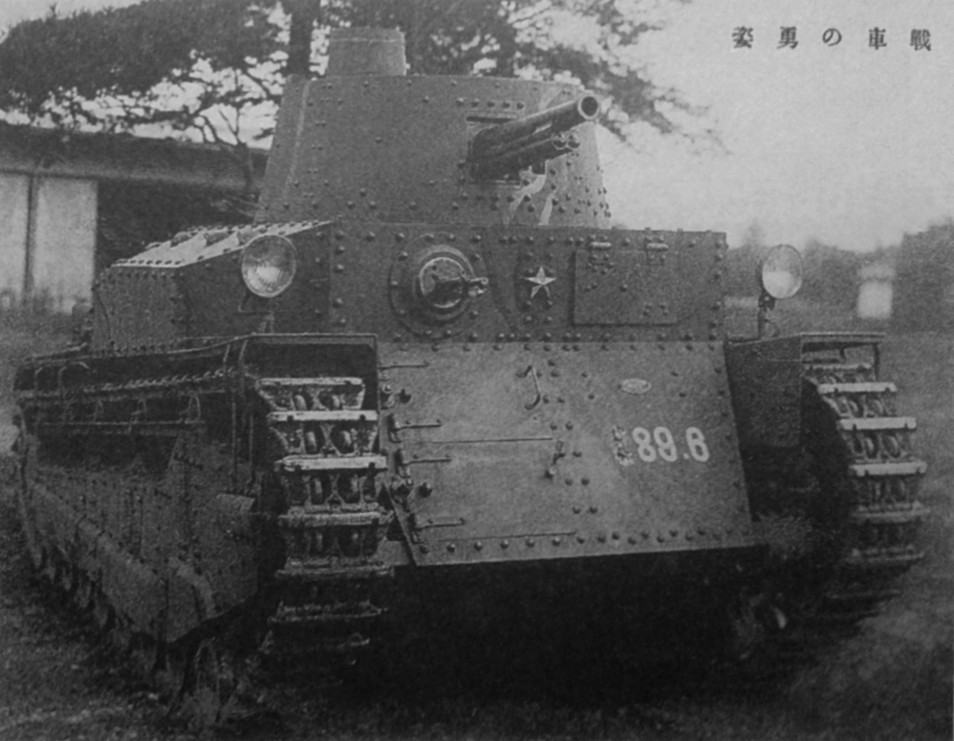
Type 89 Ko - Premier modèle.

Le type 89 nécessitait un équipage de quatre personnes (commandant / canonnier, chargeur, pilote et tireur).
La conception du type 89 était assez classique, avec une tourelle à l'avant portant l'armement principal, un canon Type 90 de 57 mm. Ce canon était complété par deux mitrailleuses légères type 91 de 6,5 mm. L'une était placée dans la tourelle et pointée vers l'arrière, une conception utilisée par la plupart des chars japonais, et une était située dans la coque avant.

Le canon de 57 mm avait une longueur de tube de 85 cm, un angle de tir de -15 à +20 degrés verticaux, et un angle horizontal de tir de 20 degrés, une vitesse de tir de 380 m/s, et ses obus pouvaient pénétrer un blindage de 20 mm à 500 m de distance.
Plutôt que d'utiliser un blindage en fer, comme sur le premier type 87, les concepteurs choisirent d'utiliser des plaques en acier développées par la société Nihon Seikosha'. Ce type de blindage a été dénommé « acier Niseko », une abréviation de Nihonseikosho.
Le type 89 était entraîné par un barbotin arrière et avait neuf bogies, montés par paires de chaque côté, avec le bogie avant sur une suspension indépendante. Cinq petites roues de renvoi étaient montées le long d'une poutre.
Certains véhicules ont été équipés de deux projecteurs pour les opérations de nuit, et le type 94 Mk 4 Hei (modèle 1934) avait un dispositif de communication radio avec une antenne radio de 9 m.

## Variantes principales
- Type 89A I-Go Kō 八九式中戦車（甲型）

C'est le modèle initial, mis en production en 1931, avec un moteur Daimler de 100 ch refroidi à l'eau de six cylindres essence. Il avait une mitrailleuse du côté droit de la coque. Ce modèle ne pouvait atteindre que 15,5 km/h, et était limité par une mauvaise résistance au climat hivernal sévère de Chine du Nord. Un total de 220 unités a été produit.
- Type 89B I-Go Otsu 八九式中戦車（乙型）

Le Ko originel fut remplacé en production à partir de 1934 par le modèle Otsu avec un moteur Diesel de 120 ch à refroidissement par air Mitsubishi A6120VD. Ce modèle amélioré avait une nouvelle tourelle avec une coupole pour le commandant, et la mitrailleuse avant était déplacée sur le côté gauche de la coque. Les multiples plaques de blindage de la coque avant étaient remplacées par une seule plaque de blindage frontal de faible pente qui fournissait plus de protection pour le conducteur. Cependant, la principale différence entre les deux versions restait le moteur Diesel Mitsubishi présentant plusieurs avantages : la disparition de l'essence réduisait le risque d'incendie du véhicule, le moteur plus puissant améliorait la vitesse, augmentait l'autonomie, et offrait un meilleur couple à bas régime. Un total de 189 Otsu a été produit. La version de type 89B Otsu a été le premier tank produit en série avec un moteur Diesel.

## Engagements

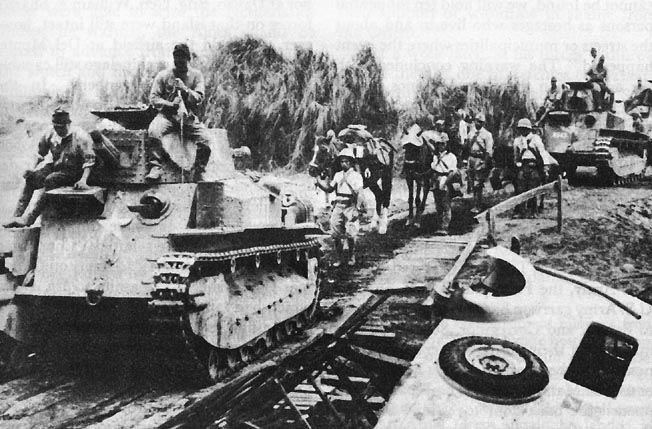
Tanks japonais roulant vers Manille, janvier 1942.

Le type 89 a été déployé pour des opérations de soutien d'infanterie pendant l'invasion japonaise de la Mandchourie en 1932, pendant la Guerre de Shanghai (1932), puis pendant la Seconde Guerre sino-japonaise. Le canon de 57 mm à canon court était efficace pour détruire les nids de mitrailleuses et son blindage, bien que mince, était suffisant pour arrêter les tirs d'armes légères. La vitesse relativement faible de 25 km/h n'était pas un problème dans ce type d'opérations, face à un ennemi chinois faiblement armé et mobile.
Dans la première moitié des années 1930, l'armée japonaise forma sa première force blindée autonome via la création de trois régiments dotés du type 89 I-Go, chacune composée de deux groupes de dix chars chacun. Trois régiments additionnels furent formés en 1934.

### Bataille de Khalkhin Gol
Dans la soirée du 2 juillet 1939, lors de la bataille de Khalkhin Gol, les 3e et 4e régiments de blindés, commandé par le lieutenant général Yasuoka Masaomi, lancent une offensive contre les troupes de l'Union soviétique stationnées en Mongolie, en particulier contre les chars des 11e et 7e brigades blindées. Sur 87 blindés, les japonais alignaient 34 type 89B I-Go (26 dans le 3e régiment, 8 dans le 4e).
Le 3e régiment de chars, après avoir chargé à travers le barrage d'artillerie soviétique, réussit à repousser l'infanterie motorisée soviétique, et à prendre pied sur la Colline 733, d'où les Soviétiques se retiraient. Cependant, dès 21 h le 2 juillet, le contre-feu des batteries soviétiques commence à marteler les nouvelles positions japonaises, et le 3e régiment doit se retirer.
Le 4e régiment de chars, qui avait été séparé du 3e régiment de chars, s'avançait vers son objectif sous le couvert d'un orage qui masquait ses mouvements. Le 4e régiment de chars continuait de progresser quand, tout à coup, un changement dans les éclairs illumina les chars japonais, permettant aux Soviétiques d’ouvrir le feu immédiatement, avec leurs Canons antichars, leurs mitrailleuses lourdes et leur artillerie lourde positionnée sur le plateau mongol, au-dessus des japonais. Toutefois, la zone de bataille était si proche que l'artillerie soviétique ne pouvait pas baisser son angle de tir pour couvrir les zones les plus proches de la rivière que tentaient d'atteindre les Japonais. Le 4e régiment reçoit donc l'ordre de charger à environ 12 h 20 le 3 juillet. Les tirs d'artillerie soviétiques passant au-dessus des tanks, ceux-ci pénètrent profondément dans les lignes soviétiques. Maintenant profondément isolé dans les lignes soviétiques, le 4e régiment de chars recule de plusieurs kilomètres et reprend contact avec l'infanterie japonaises qui avance.
Le 4e régiment de chars avait tiré 1 100 coups de 37 mm et 129 obus de 57 mm au cours de la bataille, ainsi que 16 000 coups de mitrailleuses. Des chars légers et moyens des deux régiments japonais lancés à l'offensive, 13 ont été endommagés sans espoir de réparation par les tirs soviétique, environ 14 autres ont été remis en service, mais après des réparations majeures, et 17 chars ont été réparés sur le champ de bataille.
La bataille se termine cependant par un échec japonais, l'artillerie japonaise, et la qualité des défenses en profondeur de Gueorgui Joukov, le commandant soviétique, ayant finalement eu raison de chars japonais insuffisamment blindés et armés.

## Retrait

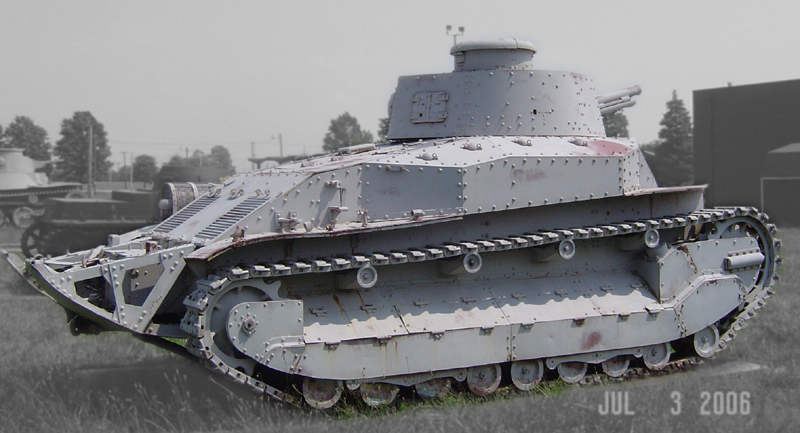
Type 89 « I-Go » au United States Army Ordnance Museum.

Considéré comme obsolète, le type 89 est progressivement retiré des combats de première ligne en 1942, mais de nombreuses unités continuent d'être utilisées en Chine. Ils ont également souvent été utilisés dans des positions de défense statiques dans les îles occupées par les Japonais des Indes néerlandaises et dans le Mandat des îles du Pacifique mais, avec leur blindage faible et l'insuffisance de leur arme principale, ils ne pouvaient affronter le M4 Sherman américain.
Durant les premières étapes de la Première Guerre d'Indochine, la France a mis en place une unité de blindés français et japonais appelée « Commando blindé du Cambodge », utilisant entre autres onze chars laissés par les japonais dont un Type 89B,.

## Unités japonaises de la Seconde Guerre mondiale équipées du char de type 89
- 1re brigade mixte indépendante
- 3e Régiment de chars
- 4e régiment de chars
- 7e régiment de chars
- 2e compagnie de chars indépendante
- 1re compagnie spéciale de tanks
- 1er bataillon de chars
- 2e bataillon de chars
- 5e bataillon de chars
- Compagnie spéciale de chars du détachement blindé chinois
- 7e régiment de chars
- 8e compagnie de chars indépendant
- 9e compagnie de chars indépendant
- 2e division de chars
- Compagnie de chars de Shanghai (SNLF)
- école de chars SNLF de Tateyama

## Survivants
- Un exemplaire se trouve au United States Army Ordnance Museum à Aberdeen (Maryland) (où il est présenté comme un "Type 89 Chi-Ro").
- Un exemplaire se trouve à la base des Forces japonaises d'autodéfense à Tsuchiura, Préfecture d'Ibaraki, au Japon.
- Un exemplaire se trouve au musée des armes anciennes de Sinbudai, au Camp Asaka, au Japon.